# Пост в иудаизме
Пост в иудаи́зме (ивр. צוֹם‎, цом, также תַּעֲנִית‎, таанит и ענות נפש‎, анот нефеш — «истязание души») — воздержание от принятия пищи и питья, добровольное или по предписанию закона.

## В Библии
Пост упомянут уже в Торе (Лев. 16:31). Являлся неотъемлемой частью ритуала в эпоху Храма (Ис. 1:13 по Септуагинте; Иер. 36:9; ср. Иоил. 1:14; 2:15—17). Право объявлять пост принадлежало старейшинам местных общин, которых, однако, могло обязать к этому царское распоряжение (3Цар. 21:8—12).

## Назначение поста
В древности пост преследовал разные цели:
- В знак траура. Смерть царя Саула была отмечена 1-дневным постом (2Цар. 1:12), а среди особо преданных ему людей — 7-дневным (1Цар. 31:13). Отказ царя Давида поститься после смерти сына (2Цар. 12:21—23) вызвал удивление придворных.
- Для предотвращения или смягчения бедствия. Перед лицом природного или общественного бедствия объявлялся общественный пост. Так, израильтяне постились перед сражениями против колена Биньямина (Суд. 20:26), филистимлян (1Цар. 7:6, 14:24) и врагов в Заиорданье (2Пар. 20:3). Народ постился, чтобы умолить Бога прекратить голод, вызванный нашествием саранчи (Иоил. 1:14, 2:12, 15). Пост также соблюдали в надежде отвратить угрозу истребления со стороны вавилонян (Иер. 36:3,9) и персов (Есф. 4:3,16) и вызвать спасительное вмешательство Бога (1Цар. 7:9), смягчить тяжесть иноземного ига (Неем. 9:1), а также отвратить нависшую угрозу Божественного наказания (как, возможно, было, когда Навот был обвинён в богохульстве — 3Цар. 21:9).
- Как акт, сопровождавший молитву. Так, чтобы удостоиться лицезрения Господа, Моисей постился 40 дней (Исх. 34:28; согласно Втор. 9:9, 18 — дважды); Саул постился накануне встречи с духом Самуила (1Цар. 28:20); Даниилу в ответ на его молитву и пост были ниспосланы видения (Дан. 9:3, ср. 10:3). А также перед совершением особо важного акта представителями народа (3Цар. 21:12).
- Пост рассматривали как акт раскаяния, выражение подчинения и мольбы, посредством которого можно снискать прощение Бога. В Талмуде[1] пост сравнён с жертвоприношением; страдания человеческого тела рассматривают как принесение человеческой крови и жира на алтарь. Так, царь Давид постился в надежде, что Бог смилуется и сохранит жизнь его сыну (2Цар. 12:16—17, 22); Бог смягчил наказание Ахаву, потому что тот постился и унижал себя (3Цар. 21:27—29; см. также Пс. 34:13, 68:11; Езд. 10:6).

## В иудаизме
Наиболее известный в иудаизме день поста — Йом-кипур, когда галаха запрещает еду, питьё, умывание, кожаную обувь, умащение маслами и супружескую близость. Тем не менее, этот день в еврейской традиции относят к праздничным. Этот пост, равно как и пост Девятого ава (в который также запрещены эти 5 вещей), продолжают от захода солнца до появления звёзд вечером следующего дня, то есть более 24 часов.
Пост Девятого ава предваряют тремя траурными неделями, в течение последней недели нельзя, например, мыться горячей водой и употреблять в пищу мясо и вино.
Менее строгие посты, когда запрещена еда и питьё отмечают третьего Тишрея (Пост Гедальи), Десятое тевета и Семнадцатое таммуза. Перед Пуримом отмечают пост Эстер в память о событиях, описанных в книге Есфирь, а перед Песахом существует так называемый «пост первенцев». Все эти посты продолжают от рассвета и до появления звёзд.
Существует также ряд необязательных постов, например, пост введённый каббалистами в канун Малого Йом-кипура (новомесячия), пост первенцев накануне Песаха, 3 дня по лунному календарю во второй день после Песаха и в пятый и через неделю во второй в месяц после праздников: Песах и Суккот. Свиток Торы читают публично в синагоге по понедельникам и четвергам (связано с постом). Также сидур содержит особые молитвы (таханун) на понедельник и четверг (связано с постом).
В Талмуде содержится много рассказов о постах. Например, рабби Цадок постился 40 лет, чтобы Иерусалим не был разрушен. Мар бар Рав Аши постился круглый год, кроме нескольких дней.